# Праздники Черногории
| Дата             | Официальное название                                  | Краткое описание |
| ---------------- | ----------------------------------------------------- | --- |
| 2 января         | День святого Игнатия Богоносца — куриное рождество    | В этот день все члены семьи бросают в огонь по полену и ветке для счастья и удачи в жизни. Иногда эти ветки засовывают под крышу дома и держат там до Рождества, а иногда до тех пор, пока куры не начнут нестись. Если на св. Игнатия идёт снег или дождь, год будет урожайным. |
| 5 января         | Туциндан                                              | Праздник считается православным. Черногорцы верят, что в этот день ни в коем случае нельзя наказывать детей, ведь тогда весь оставшийся год они будут вести себя плохо. |
| 6 января         | Баднидан                                              | Так называется рождественский сочельник в Сербии и Черногории. |
| 7 января         | Рождество Христово (Божич)                            | Рождество Христово (так называемый Божич) — праздник родителей и детей. Он проникнут заботой о сохранности семейного очага и благополучии дома. В ночь перед Рождеством вся семья молится. Ужин должен быть обязательно постный. Рождественский сочельник, 6 января, называется в этих землях «Бадни дан». В этот день до восхода солнца глава семьи и его старший сын выстрелом из ружья перед домом объявляют о походе в лес за «бадняком». Оставшиеся в доме члены семьи на рассвете разжигают огонь и начинают жарить на вертеле специально откармливавшегося к Рождеству поросенка — «печеницу», женщины готовят рождественский пирог и другие блюда. В рождественское утро все члены семьи встают рано, умываются ледяной водой (воду для умывания в этот день берут порой из-подо льда) и готовятся к первому обряду. Каждый мужчина дома выходит наружу и берёт по две ветки от бадняка, затем входит в дом и поздравляет хозяйку с Рождеством. На рассвете звонят колокола храмов и церквей, люди надевают праздничную одежду и идут в церковь на Рождественскую литургию. После службы в дом берётся просфора. Вернувшись из церкви, семья усаживается на солому (или садится за стол), выпивает ракии — горячего сливового или фруктового самогона, закусывая сухими фруктами и грецкими орехами и ожидая прихода «полазника» — уважаемого всеми членами семьи человека, который на Рождество и в течение всего года будет приносить в дом удачу. Войдя в дом, полазник берёт ветку от бадняка и водит ею по очагу или в печи, стараясь поднять в воздух как можно больше искр, повторяя: «Сколько искр — столько счастья, сколько искр — столько денег, сколько искр — столько поросят и барашков, а больше всего здоровья и радости, аминь, Боже, дай!» Полазник символизирует волхвов, которые, следуя за звездой на востоке, пришли поклониться новорожденному Христу. Все члены семьи в ожидании рождественского обеда угощаются горячей ракией и сухими фруктами. Затем хозяин выносит на стол печеницу. Печеница должна принести в дом здоровье и благополучие. Кульминация празднования Рождества — преломление «погачи» — домашнего рождественского плоского пирога из пресного теста. Хозяйка утром замешивает тесто для пирога и кладет в него золотую или серебряную монетку. После того, как пирог готов, хозяйка ставит его на стол, на котором будет накрыт рождественский обед. Хозяин отрезает левую часть печеницы, достает из неё сердце и раздает его по кусочкам всем членам семьи, которые сразу его поедают. |
| 13 января        | Сербский Новый год                                    | Старый Новый год, как и в России, празднуется в ночь с 13 на 14 января. Готовят на старый Новый год круглые пироги из кукурузного теста с каймаком — сливками, створоженными как сыр. |
| Переходящая дата | Пасха                                                 | Этот праздник, также как и рождество считается официально отмечаемым праздником Черногории. Сербы и черногорцы, также как и русские, приветствуют друг друга словами «Христос воскресе!», «Воистину воскресе!» Вечером начинаются народные гулянья. Это гулянье называется «варош» или «народни сабор». |
| Переходящая дата | Младое воскресенье                                    | Второе воскресенье после пасхи называется «младым» (молодым). С этого дня начинается Фомина неделя в честь апостола Фомы. |
| 27 апреля        | День республики                                       | |
| 1 мая            | День весны (праздник весны).                          | В странах бывшей Югославии день труда начали праздновать сразу после чикагских демонстраций 1886 года. Но в Черногории этот праздник отмечается только с 1918 года Особенность Черногории в проведении этого праздника: традиционное присутствие множества детей. |
| 8 мая            | День святого апостола и евангелиста Марка (Марковдан) | Святой Марк жил в I веке н.э. и был учеником святого Петра. |
| 9 мая            | День Победы                                           | |
| 12 мая           | День святого Василия Острожского                      | В известнейшем черногорском монастыре Острог, высеченном в скале, покоятся мощи святого Василия Острожского, который считается покровителем Черногории. |
| 14 мая           | День святого пророка Иеремии                          | Иногда в этот день группа девушек с овечьими колокольчиками поют «Иеремийские песни». Этих девушек обычно называют высокими чинами, например: королева, царица. |
| 21 мая           | День независимости Черногории                         | 21 мая 2006 года в Черногории состоялся общенародный референдум, на котором гражданам было предложено ответить на вопрос, хотят ли они, чтобы Черногория стала совершенно независимым государством с соответствующим международно-правовым статусом. Для того, чтобы референдум состоялся, был установлен порог явки — 50 %. Чтобы Черногория вышла из Союза Сербии и Черногории, необходимо было, чтобы 55 % пришедших на голосование проголосовали «за». Активно за независимость Черногории выступал «Блок за независимую Черногорию» во главе с премьер-министром республики Мило Джукановичем, которому противостоял «Блок за сохранение Союза Сербии и Черногории» во главе с Предрагом Булатовичем. Всего в референдуме приняли участие 86,3 % имевших право голоса. 55,5 % проголосовали за независимость Черногории, в то время как 44,5 % — против. Черногория (а автоматически и Сербия) стала независимым государством и вскоре получила международное признание. |
| 3 июня           | День объявления Черногории государством               | 3 июня 2006 года Парламент Черногории, бывшей союзной республики в составе Югославии, объявил о независимости Черногории и о её выходе из союза с Сербией. В середине июня Черногорию признали большинство стран мира и международных организаций. 28 июня Черногория стала 192-м членом ООН. |
| 4 июля           | День партизана                                        | |
| 13 июля          | День государственности (день восстания)               | День государственности — до недавних пор единственный собственный государственный праздник Черногории. 13 июля 1878 на Берлинском конгрессе была признана независимость Черногории. Кроме того, в ночь на 13 июля 1941 года в Черногории началось восстание против оккупационных итальянских властей, которые, оккупировав её территорию в апреле 1941 года, днём ранее объявили, что Черногория становится независимым от Югославии государством под покровительством Италии. |
| 28 августа       | День объявления Черногории королевством               | С 1515 по 1851 года. Черногорией управляли владыки — духовные лидеры, когда Данило I отказался от духовного сана и стал первым светским лидером государства. Власть после его убийства в 1860 году унаследовал Никола I. 28 августа 1910 года он стал королём Черногории, после того как княжество было объявлено королевством. В таком виде государство просуществовало до 13 ноября 1918 года, после чего влилось в состав нового Королевства сербов, хорватов и словенцев, а Никола I эмигрировал. 28 августа не имеет в Черногории статуса государственного, однако отмечается достаточно широко. |
| 29 — 30 ноября   | Дни республики                                        | |